# Sega Master System
Sega Master System (SMS) ime je za 8-bitnu igraću konzolu koju je razvila japanska tvrtka Sega. 
Ova se konzola prvo pojavila na američkom tržištu srpnju 1986. godine, a godinu dana poslije na ostalim tržištima. Zbog prominentnosti Nintendove konzole NES, SMS se nije uspjela probiti na tržište Japana i SAD-a, ali je uspjela na tržištu Europe i u Latinskoj Americi. U Hrvatskoj, drugi model konzole ovlašteni su distributeri prodavali od sredine 1990-ih godina.
U Brazilu se ova konzola još proizvodi s oko 150 ugrađenih igara. Razlozi neuspjeha ove konzole mnogobrojni su, no najveći problem bio je dostupnost popularnih igara koje nisu mogle biti prebačene na Sega Master System zbog ekskluzivnosti ugovora o razvoju softvera koje su mnoge tvrtke potpisale s Nintendom.